# Théorie du flanc radical
La théorie du flanc radical est un ensemble de conjectures concernant l'influence des militants radicaux d'une cause sur les militants plus modérés.
Selon le sociologue environnementaliste américain Riley Dunlap, l'idée d'un effet de flanc radical « a beaucoup de crédibilité parmi les universitaires du mouvement social ».

## Histoire
En 1975, Jo Freeman présente le terme « flanc radical »:28 en référence à des groupes de femmes révolutionnaires, « contre lesquels d'autres organisations et individus féministes pourraient apparaître respectables »:236.
Le terme « effet de flanc radical » est inventé par Herbert H. Haines. En 1984, Haines constate que les organisations noires modérées ont vu leur financement augmenter plutôt que diminuer à mesure que le mouvement noir radical émergeait. Dans son livre, publié en 1988, Black Radicals and the Civil Rights Mainstream, 1954-1970, Haines conteste l'opinion dominante selon laquelle les militants noirs conflictuels et militants ont créé une « réaction blanche » contre le mouvement des droits civiques plus modéré:2. Au lieu de cela, Haines soutient que « la tourmente créée par les militants était indispensable au progrès des Noirs » et a aidé à intégrer les groupes de défense des droits civiques:2.
Haines mesure les résultats positifs sur la base des augmentations des revenus externes des organisations modérées et des victoires législatives. Alors que près de la moitié des données sur les revenus étaient estimées ou manquantes en raison du refus de la conférence du leadership chrétien du Sud et du Congress of Racial Equality de divulguer leurs dossiers financiers complets, elles étaient plus étendues que les données utilisées par Doug McAdam dans son travail classique sur la mobilisation des ressources. Les données de Haines étaient complètes pour les organisations modérées (telles que la National Association for the Advancement of Colored People) qui comprenaient la variable dépendante de sa recherche.

## Effets positifs et négatifs

### Effets positifs
Les radicaux font paraître les modérés plus raisonnables en déplaçant les limites du discours, théorisées comme la fenêtre d'Overton, comme lorsque les féministes radicales des années 1960-1970 ont fait paraître les groupes de femmes réformistes acceptables:4. La position radicale d'ExxonMobil rejetant le réchauffement climatique a permis à BP de paraître plus modéré lorsqu'il a reconnu en 1997 que le changement climatique causé par l'homme existait et posait un problème:65.
Les radicaux peuvent également créer des crises que les autorités cherchent à résoudre en faisant des concessions aux modérés. Un exemple est l'acceptation des syndicats comme moyen d'éviter des revendications plus radicales des travailleurs pour exercer un plus grand contrôle sur les systèmes de production:4. Lorsque Rainforest Action Network (en) menace Staples de protestations l'exhortant à vendre plus de papier recyclé, Staples répondont en demandant l'aide du plus modéré Environmental Defense Fund:64.
Les flancs radicaux armés protègent souvent les militants non violents plus modérés de la répression, permettant ainsi aux actions non violentes de se poursuivre. En 1964, la milice des diacres pour la défense et la justice (en) était les gardiens du chapitre pacifiste du Congress of Racial Equality en Louisiane, et plus tard a protégé Martin Luther King et d'autres manifestants lors de la marche contre la peur,.

### Effets négatifs
Les radicaux peuvent discréditer un mouvement:3.
Les radicaux pourraient rendre plus difficile la collaboration des modérés avec des tiers:3.

## Prédicteurs d'effets de flanc positifs
Il est difficile de dire sans recul si le flanc radical d'un mouvement a des effets positifs ou négatifs. Cependant, voici quelques facteurs qui ont été proposés comme rendant les effets positifs plus probables :
- Une plus grande différenciation entre modérés et radicaux en présence d'un gouvernement faible[2],[14],[15]:411. Comme le dit Charles Dobson : « pour assurer leur place, les nouveaux modérés doivent dénoncer les actions de leurs homologues extrémistes comme irresponsables, immorales et contre-productives. Les plus astucieux encourageront discrètement "l'extrémisme responsable" en même temps."[16].
- La cause est soutenue. Si le changement semble susceptible de se produire de toute façon, alors les gouvernements sont plus disposés à accepter des réformes modérées afin de réprimer les radicaux[2].
- Le radicalisme au plus fort de l'activisme, avant que les concessions ne soient gagnées[17]. Après que le mouvement commence à décliner, les factions radicales peuvent ternir l'image des organisations modérées[17].
- Faible polarisation. S'il y a une forte polarisation avec un côté opposé fort, le côté opposé peut pointer du doigt les radicaux afin de blesser les modérés[2].

## Formulation de la théorie des jeux
Devashree Gupta développe un modèle de théorie des jeux d'effets de flanc radicaux. En plus de distinguer les effets de flanc positifs et négatifs sur les modérés, elle suggère de considérer également les effets sur les radicaux:10 :
|                      | Gain modéré                                                                                   | Les modérés perdent                                                                      |
| -------------------- | --------------------------------------------------------------------------------------------- | ---------------------------------------------------------------------------------------- |
| Les radicaux gagnent | Mouvement global renforcé (INCR)                                                              | Le mouvement se radicalise, chassant les modérés ; effet de flanc radical négatif (RFE-) |
| Les radicaux perdent | Modération des mouvements avec de légères concessions ; effet de flanc radical positif (RFE+) | Mouvement global affaibli (DECR)                                                         |

Son jeu de forme extensive (en) impliquait deux choix : celui des modérés de se distinguer ou non des radicaux, et celui des acteurs externes d'accorder ou non des concessions (sachant qu'ils font l'objet de pressions) :
- Si les modérés se distinguent des radicaux :
  - Si des acteurs externes accordent des concessions :
    - RFE+ (concessions accordées aux modérés uniquement)

  - Si les acteurs externes refusent les concessions :
    - Si les acteurs externes sont forts :
      - DECR (tout le mouvement est refoulé)

    - Si les acteurs externes sont faibles :
      - RFE- (le mouvement se radicalise)
- Si les modérés ne se distinguent pas des radicaux :
  - Si des acteurs externes accordent des concessions :
    - INCR (concessions accordées au mouvement dans son ensemble)

  - Si les acteurs externes refusent les concessions :
    - Si les acteurs externes sont forts :
      - DECR (tout le mouvement est refoulé)

    - Si les acteurs externes sont faibles :
      - INCR (le mouvement dans son ensemble gagne)

## Flanc radical violent
Dans la littérature du flanc radical, « radical » peut signifier soit plus extrêmes dans les opinions et les revendications, soit plus extrêmes dans les méthodes militantes, y compris éventuellement le recours à la violence.
Les études sur la résistance civile montre généralement que l'activisme non violent est idéal, car la violence d'un mouvement donne l'impression que la répression de l'État est légitime. C'est-à-dire que la violence produit un effet de flanc radical négatif. En effet, les États cherchent parfois à qualifier les mouvements non violents de terroristes et de violents, ou à les inciter à la violence par le biais de la provocation et d'agents provocateurs, afin de justifier la répression.
Barrington Moore, dans les livres tels que Social Origins of Dictatorship and Democracy et A Critique of Pure Tolerance (en), a observé l'utilisation prédominante de la violence qui a précédé le développement des institutions démocratiques en Angleterre, en France et aux États-Unis. Une enquête auprès des critiques de Moore note qu'ils étaient généralement « impressionnés par le cas de Moore pour la violence progressive, mais désireux de passer à d'autres sujets, au lieu de considérer les implications de ces problèmes ».
Dans une étude portant sur 53 "groupes difficiles", l'analyste des mouvements sociaux William Gamson (en) a découvert que les groupes qui étaient prêts à utiliser "la force et la violence" contre leurs adversaires avaient tendance à avoir plus de succès que les groupes qui ne l'étaient pas.
Dans une analyse quantitative transnationale de 106 campagnes maximalistes, Erica Chenoweth et Kurt Schock ont examiné les effets de flanc armé (et non les effets de flanc radicaux ou violents). Ils n'ont trouvé aucun schéma général d'effets directs du flanc armé dans 106 cas. Cependant, dans les études de cas, ils ont trouvé des preuves d'effets de flanc armés positifs et négatifs.
Francis Fox Piven, sociologue américain, écrit que l'utilisation de la violence dans les mouvements sociaux est souvent sous-estimée par les militants qui cultivent une image non violente, ainsi que par les universitaires sympathisants des mouvements sociaux.
Certaines études récentes ont comparé le flanc violent avec l'effet de la diversité des tactiques et ont constaté que les deux avaient des effets positifs dans les campagnes de mouvement,.
Le Congrès national africain pense que la non-violence et les conflits armés ont joué un rôle important dans la fin de l'apartheid. John Bradford Braithwaite en conclut que lorsque des factions violentes existent déjà, les modérés ne doivent pas nécessairement les éviter, mais les modérés ne doivent pas chercher à créer des factions violentes.